# Mammad Arif Dadachzade
Mammad Arif Dadachzade (en azéri : Məmməd Arif Məhərrəm oğlu Dadaşzadə, né le 29 mai 1904 à Bakou et mort le 27 décembre 1975 à Bakou) est un écrivain azéri, membre titulaire de l'Académie nationale des sciences d’Azerbaїdjan, critique littéraire soviétique azerbaïdjanais, traducteur.

## Éducation
Après avoir obtenu son diplôme de l'Institut d'éducation publique de Bakou, Mammad Arif Dadachzade étudie à la faculté des langues orientales de l' Université d'État de Bakou (1920-1925) et, en 1925-1928, il étudie à Institut d'études orientales de l'académie des sciences de Russie.  En 1944, il soutient son doctorat en philologie, en 1954 sa thèse de doctorat, en 1955 il  reçoit le titre de professeur. En 1955, il est également élu membre correspondant de l'Académie Nationale des Sciences d'Azerbaïdjan, et en 1958, son membre titulaire.

## Activité scientifique
M. Dadachzade travaille comme professeur principal du Département de littérature russe de l'Institut pédagogique d'Azerbaïdjan, professeur agrégé, chef du département de l'Institut pédagogique d'État d'Azerbaïdjan en 1932-1939;
chercheur en chef de l'Institut de langue et de littérature de la branche azerbaïdjanaise de la Académie des sciences de l'URSS en 1938-1945;
directeur de l'institut en 1939-1950;
1957-1959, rédacteur en chef du magazine "Pour la patrie" en 1941-1945;
vice-ministre de l'Éducation d'Azerbaïdjan en 1946; 
Académicien-secrétaire du Département des sciences sociales de l'Académie des sciences de la RSS d'Azerbaïdjan en 1959; 
vice-président de l'Académie des sciences de la RSS d'Azerbaïdjan en 1960-1975;
Président du Comité de terminologie du Présidium de l'Académie des sciences de la RSS d'Azerbaïdjan en 1957-1975, 
Président du Soviet suprême de la RSS d'Azerbaïdjan en 1963-1967.

## Activité littéraire
En 1944 il écrit pour la première fois l’"Histoire de la littérature soviétique d'Azerbaïdjan" en deux volumes (1943-1944), « Histoire de la littérature azerbaïdjanaise » en trois volumes (1957-1960), "Histoire de la littérature azerbaïdjanaise" (1972) sont des ouvrages fondamentaux de critique littéraire nationale.
Les monographies du scientifique "Créativité de Djafar Djabbarli" (1956), "Dramaturgie de Samed Vurgun" (1964), livres "Littérature du peuple azerbaïdjanais" (1958), Ses publications telles que l'« Histoire de la littérature azerbaïdjanaise », les « Essais historiques sur la littérature soviétique azerbaïdjanaise » (1963), le "Histoire de la littérature soviétique d'Azerbaïdjan" en deux volumes (1967) - directement liée aux activités scientifiques et au nom de M. Arif. Un certain nombre de travaux du scientifique ont été traduits en langues étrangères.

## Distinctions
- Nom honoré de Scientifique émérite  (1960)
- Prix de l'État d'Azerbaïdjan (1974)
- l'Ordre de Lénine (1971)
- deux fois  l'Ordre du Drapeau rouge du Travail (1939, 1964)
- l'Ordre de la Révolution d'Octobre (1974) et  médailles[5].